# Thierry de Montbrial
Thierry de Montbrial (n. 3 martie 1943) este un economist și filosof francez, membru de onoare al Academiei Române (din 1999).
De asemenea, este și membru de onoare al Academiei de Științe a Moldovei, specialitatea științe politice și relații internaționale.